# 嬉
嬉（うれし）は、大阪府富田林市南東部の一地域。同市域の石川右岸、金胎寺山西麓にあたる（地図 - Google マップ）。

## 地理
- 神社： 金刀比羅神社、腰神神社
- 河川： 石川
- 山岳： 金胎寺山（同市伏見堂および甘南備に位置。当地区からの登山道あり）

## 歴史
1129年（大治4年）、西岸寺蔵『大般若経』巻465には「河内国錦郡宇礼志別所」とあり、興福寺大乗院領の荘園であった「宇礼志庄の地」と考えられ、寺の村として繁栄した。
明治元年時点における、藩領狭山藩嬉村に相当。廃藩置県を経て、堺県の所属となる。
- 1880年（明治13年） – 郡区町村編制法の堺県での施行により、行政区画としての錦部郡に所属。
- 1889年（明治22年）4月1日 – 町村制の施行により、錦部郡彼方村・板持村・横山村・伏見堂村と合併。彼方村の一地域となる。
- 1896年（明治29年）4月1日 – 所属郡が南河内郡に変更。
- 1942年（昭和17年）4月1日 – 彼方村が、富田林町・新堂村・喜志村・大伴村・川西村・錦郡村と合併し、改めて富田林町が発足
- 1950年（昭和25年）4月1日 – 富田林町が市制施行。富田林市の所属に。